# Audiomaster Candiani
Audiomaster Candiani (también conocida en sus inicios como Radiopolis, Audio Futura, Candiani Dubbing Studios y Audiomaster 3000) (1989-2003) es una empresa mexicana de posproducción, traducción de diálogos y doblaje de películas, series de televisión, comerciales, especiales, entre otros. Es una filial del grupo Candiani que llegó a controlar el 40% del doblaje en español en toda Latinoamérica, y el 60% en México.

## Historia
En el año de 1982, Televisa realizó la compra de las dos compañías de doblajes más importantes en aquel tiempo: CINSA y SISSA. A la primera renombró primero como Telespeciales, mientras que a la segunda como Audiomaster. Al inicio, los miembros de la nueva administración del doblaje casi no participaban en las actividades de las empresas recién adquiridas, solo observaban. Pero al iniciarse la segunda mitad de la década, se tomó de golpe el control de la producción totalmente, por lo que se tomaron muchas medidas, como seleccionar, reubicar, cambiar, e incluso despedir buena parte del personal. A inicios de los noventa, Audiomaster cambia su domicilio a Tlalpan número 3000, donde se fusiona con Telespeciales creando la compañía Audiomaster 3000.
Audiomaster 3000 llegó a tener 10 salas de grabación de diálogos y 8 cabinas de posproducción, con una capacidad productiva de más de 100 horas medias por semana, con 15 directores de actuación sincrónica, 50 traductores-adaptadores para el doblaje y subtitulación, así como la posibilidad de utilizar 600 voces profesionales diferentes en sus doblajes.
Audiomaster 3000 cambió finalmente su nombre a Audio Futura, para en el año 2003 retirarse del negocio. Sus trabajos pendientes pasaron a manos de Grabaciones y Doblajes Internacionales. Hacia el año 2005, Candiani se queda con la compañía Audiomaster 3000, (en ese entonces conocida como Audio Futura), pasando a llamarse Candiani Dubbing Studios.
Actualmente, Candiani Dubbing Studios se llama Audiomaster Candiani.

## Servicios
Audiomaster proporcionó los siguientes servicios:
- Doblaje
- Subtitulaje
- Copiado
- Edición
- Creación o reconstrucción de M&E (Banda internacional de sonido y efectos).
- Música y efectos especiales
- Posproducción de audio para cine y video

## Obras
- Los Simpson (hasta temporada 12)[10]
- Pokémon (hasta finales de la temporada 6)[11][2]
- Ranma ½[2][12]
- Crayon Shin-chan (Primera Temporada)[13][2]
- Yu-Gi-Oh![14][15]
- ¡Oye, Arnold![4]
- Rugrats[16][17]
- Inuyasha[2]
- Shaman King[2][18]
- Looney Tunes (Cuarta Etapa) (1995-2000)
- South Park (doblaje mexicano) (Solo las temporadas 1 y 2)
- Power Rangers (hasta temporada 10) y (2 películas)
- Ren y Stimpy
- Los expedientes secretos X
- Melrose Place
- Mikami, la cazafantasmas
- 86: Eighty-Six
- Dr. Stone
- Chainsaw Man
- Dandadan
- Rent-A-Girlfriend
- The 100 Girlfriends Who Really, Really, Really, Really, Really Love You

## Intérpretes
- Alejandro Illescas (†)
- Alejandra Flores
- Alma Delia Pérez
- Beto Castillo
- Carlos Íñigo (†)
- Carlos Iparrea Hernández
- Israel Magaña
- Jorge Roig
- Julieta García Rello
- Laura Serratos
- Leyla Rangel
- Loretta Santini
- Magos Herrera
- Patricia Carrión
- Raúl Carballeda
- Rocío Garza Ramírez
- Rubén Cerda
- Rubén Trujillo
- Rodrigo Zea
- René García
- Vicky Burgoa (†)
- María de Jesús Terán
- Mario Castañeda
- Ricardo Silva (†)
- Nicolás Silva (†)
- Gaby Vega
- Maggie Vera
- Óscar Roa
- Gaby Guzmán
- Rocío Prado